# Воробьёво (Усть-Таркский район)
Воробьёво — деревня в Усть-Таркском районе Новосибирской области. Входит в состав Яркульского сельсовета.

## География
Площадь деревни — 54 гектаров.

## История
Образовано в 1716 году. Была приписана к Карташёвскому погосту Тарского уезда.
В 1782 году входит в состав образованной Карташёвской волости (в 1914 году волость переименована в Пустынскую).
В 1919 году село передано в состав образованной Мартыновской волости.
В 1924 году присоединена к Еланской волости. Становится центром Воробьёвского сельского совета.
В 1925 году входит в Еланский район.
В 1926 г. село Воробьёвское состояло из 129 хозяйств, основное население — русские. Центр Воробьёвского сельсовета Еланского района Омского округа Сибирского края.
В 1932 году в Татарском районе.

## Население
| 2002 | 2007 | 2010 |
| ---- | ---- | ---- |
| 119  | ↘77  | ↘72  |

## Инфраструктура
В деревне по данным на 2007 год функционируют 1 учреждение здравоохранения и 1 учреждение образования.